# HMOS
HMOS bezeichnet eine Halbleitertechnik-Generation und ist ein Akronym für das englische high-performance MOS (engl. für Metall-Oxid-Halbleiter). HMOS findet in integrierten Schaltkreisen hoher Packungsdichte mit NMOS-Logik Anwendung.
Zuvor waren Strukturgrößen von 6 µm bis 10 µm etabliert.
Andere Halbleitertechnologien sind unter den Bezeichnungen HCMOS, PMOS und den heute überwiegend eingesetzten CMOS bekannt.
| Generation | Einführung | Kanallänge | Gatterverzögerung |
| ---------- | ---------- | ---------- | ----------------- |
| HMOS I     | 1976       | ≈ 3 µm     | 100 ns            |
| HMOS II    | 1979       | ≈ 2 µm     | 30 ns             |
| HMOS III   | 1982       | ≈ 1,5 µm   | 10 ns             |